# Michel Volle
Michael Volle (1940, Bergerac) es un economista francés. Su trabajo se ha centrado en la relación entre el pensamiento y la acción.
Se graduó en la École polytechnique (1960), la Escuela de Estadística y Administración de la Economía ENSAE (1965) y obtuvo el doctorado en historia económica (1980) con una tesis sobre la historia de la estadística industrial.
Funcionario experto del INSEE, fue alternativamente investigador y jefe de las divisiones de "Estadísticas de las empresas" y de "cuentas trimestrales". Enseñó análisis de datos en ENSAE y CEPE entre 1973 y 1982.
En 1977 propició en la sección económica del PCF dirigido por Philippe Herzog, la codificación del "programa común de gobierno" de la izquierda.
Tra pasar por el gabinete de Anicet Le Pors, Ministro de la Función Pública, organizó en 1983 la Misión Económica del Centro Nacional de Estudios de Telecomunicaciones (CNET), con François du Castel y Pierre Musso y posteriormente creó en la década de 1990 las empresas Arcome y Eutelis especializadas en el diseño de redes corporativas y sistemas de información.
Ayudó a organizar la gestión del proyecto del sistema de información de varias empresas, entre ellas Air France con Christian Blanc y ANPE con Michel Bernard. En 1997 participó en la creación del club de líderes de sistemas de información, del que es el presidente de honor.
Desde agosto de 1998 se publicaron sus textos y pensamiento en el sitio volle.com que puede ser considerado como uno de los primeros blogs. Contiene el texto completo de algunas de sus obras.

## Obra
- Histoire de la statistique industrielle, Economica, 1982, ISBN 2-7178-0520-6
- Le métier de statisticien, prefacio de Edmond Malinvaud, Economica, 2ª ed. 1984, ISBN 2-7178-0824-8 (texto integral).
- Analyse des données, Economica, 4ª ed. 1997, ISBN 2-7178-3212-2
- Économie des nouvelles technologies, Economica, 1999, ISBN 2-7178-3803-1
- e–conomie, Economica, 2000, ISBN 2-7178-4073-7 (texto integral)
- De l'Informatique : Savoir vivre avec l'automate, Economica, 2006, ISBN 2-7178-5219-0 (lien vers le texte intégral)
- Prédation et prédateurs, Economica, 2008, ISBN 978-2-7178-5458-9 (lien vers le texto integral)